# ماكس جورج (مغني)
ماكس جورج (بالإنجليزية: Max George)‏ هو مغني، كاتب أغاني، وممثل بريطاني، ولد في 6 سبتمبر 1988 في مانشستر في المملكة المتحدة.

## وصلات خارجية
- ماكس جورج (مغني) على موقع IMDb (الإنجليزية)
- ماكس جورج (مغني) على موقع ميوزك برينز (الإنجليزية)
- ماكس جورج (مغني) على موقع قاعدة بيانات الفيلم (الإنجليزية)
- ماكس جورج (مغني) على موقع كينوبويسك (الروسية)